# Strzelectwo na Letnich Igrzyskach Olimpijskich 1912 – runda pojedyncza do sylwetki jelenia, drużynowo
Strzelanie do sylwetki jelenia - runda pojedyncza drużynowo było jedną z konkurencji strzeleckich rozgrywanych podczas V Igrzysk Olimpijskich w Sztokholmie. Zawody zostały rozegrane 4 lipca w Kaknäs.
W zawodach wzięło udział dwudziestu strzelców z pięciu państw.

## Wyniki
| Miejsce | Drużyna              | Punktacja indywidualna | Łączna punktacja |
| ------- | -------------------- | ---------------------- | ---------------- |
| 1       | Szwecja              | Szwecja                | 151              |
| 1       | Oscar Swahn          | 43                     | 151              |
| 1       | Åke Lundeberg        | 39                     | 151              |
| 1       | Alfred Swahn         | 37                     | 151              |
| 1       | Per-Olof Arvidsson   | 32                     | 151              |
| 2       | Stany Zjednoczone    | Stany Zjednoczone      | 132              |
| 2       | Walter Winans        | 39                     | 132              |
| 2       | William Leushner     | 38                     | 132              |
| 2       | William Libbey       | 37                     | 132              |
| 2       | William McDonnell    | 18                     | 132              |
| 3       | Finlandia            | Finlandia              | 123              |
| 3       | Nestori Toivonen     | 38                     | 123              |
| 3       | Iivo Väänänen        | 30                     | 123              |
| 3       | Axel Londen          | 29                     | 123              |
| 3       | Ernst Rosenqvist     | 26                     | 123              |
| 4       | Austria              | Austria                | 115              |
| 4       | Peter Paternelli     | 34                     | 115              |
| 4       | Adolf Michel         | 33                     | 115              |
| 4       | Heinrich Elbogen     | 29                     | 115              |
| 4       | Eberhard Steinböck   | 19                     | 115              |
| 5       | Rosja                | Rosja                  | 108              |
| 5       | Wasilij Skrocki      | 36                     | 108              |
| 5       | Dmitrij Barkow       | 26                     | 108              |
| 5       | Haralds Blaus        | 23                     | 108              |
| 5       | Aleksandr Dobrżanski | 23                     | 108              |